# Барбара Лецці
Барбара Лецці (італ. Barbara Lezzi; нар. 24 квітня 1972, Лечче, Апулія, Італія) — італійська політикиня, міністр без портфеля у справах Півдня Італії (2018—2019).

## Життєпис
Народилася 24 квітня 1972 року в Лечче. 1991 року закінчила професійно-технічний коледж (istituto tecnico) імені Деледди за спеціальністю офісного співробітника та листування іноземними мовами. 1992 року почала працювати у приватних компаніях. 2013 року обрана до Сенату від Апулії за списком Руху п'яти зірок. Була заступницею голови Постійної комісії з бюджету та економічного планування, членкинею Постійної комісії з європейської політики.
4 березня 2018 року перемогла на виборах до Сенату з результатом 39,9 %, виставивши свою кандидатуру від П'яти зірок в одномандатному окрузі Нардо. Найсильніший із її суперників, кандидат правоцентристської коаліції Лучано Карідді (Luciano Cariddi), отримав 35,2 %, а досвідчений політик, колишній прем'єр-міністр Італії Массімо Д'Алема — лише 3,9 %.
1 червня 2018 року вступила на посаду міністра без портфеля у справах Півдня Італії в уряді Конте.
4 вересня 2019 року Джузеппе Конте сформував свій другий уряд (новим міністром у справах Півдня Італії став Джузеппе Провенцано, Лецці не отримала ніякого призначення), і 5 вересня новий кабінет склав присягу.
У лютому 2021 року активно виступила проти участі Руху п'яти зірок в уряді Драґі і безрезультатно домагалася організації повторного онлайн-голосування учасників Руху на ІТ-платформі «Руссо».